# Franz Ketterer
Franz Anton Ketterer (* 1676 in Schönwald im Schwarzwald; † 1749) war ein deutscher Uhrmacher.
Ketterer, einer der Gründerväter der Schwarzwälder Uhrenindustrie, wurde im Dorf Schönwald im Schwarzwald geboren. Er ist vor allem als einer der frühesten Kuckucksuhrenmacher im Schwarzwald in Erinnerung. Seine Familie führte das Uhrmacherhandwerk weiter, und seine deutschen Nachkommen stellen nach wie vor Wetterinstrumente her.